# Joachim Fritsche (Grafiker)
Joachim Fritsche (* 13. April 1933 in Großenhain; † 14. April 2015 in Berlin) war ein deutscher Gebrauchsgrafiker.

## Leben und Werk
Joachim (auch „Jo“) Fritsche absolvierte von 1947 bis 1950 eine Lehre als Dekorationsmaler. Von 1955 bis 1960 studierte er u. a. bei Ernst Jazdewski und Klaus Wittkugel an der Hochschule für bildende und angewandte Kunst Berlin-Weißensee. Danach arbeitete er in Berlin als Gebrauchsgraphiker mit seinen Kommilitonen Axel Bertram, Gisela Röder, Hans-Joachim Schauß, Thomas Schleusing und Klaus Segner in der Gruppe 4 zusammen. Die Gruppe erlangte durch Projekte wie die grafische Neugestaltung des Berliner Metropol-Theaters (Berlin-Mitte) rasch Bekanntheit und „schuf zeit ihres Bestehens beispielhafte politische Plakate und wirkungsvolle Theater-, Film-, Ausstellungs- und Werbeplakate.“
Fritsche entwarf bis 1989 etwa 90 Filmplakate für die DEFA bzw. den Progress Filmverleih der DDR, u. a. 1987 für den Erfolgsfilm Einer trage des anderen Last, und weitere Veranstaltungsplakate, u. a. für Berliner Theater, sowie vereinzelt politische Plakate wie 1967 Freiheit für Kurt Baumgarte!, für das er 1967 und 1968 im Wettbewerb Die besten Plakate des Jahres geehrt wurde. 
Fritsche fertigte auch grafische Arbeiten für den Deutschen Fernsehfunk, verantwortete viele Jahre das Layout der DDR-Illustrierten Für Dich und arbeitete als Karikaturist für Das Magazin und Eulenspiegel.
Er war bis 1990 Mitglied des Verbands Bildender Künstler der DDR.

## Ausstellungen (unvollständig)

### Ausstellungen mit der Gruppe 4
- 1966: Greifswald, Stadtmuseum Greifswald
- 1967: Catania, Galleria Borgo
- 1969: Berlin, Kreiskulturhaus „Erich Weinert“

### Teilnahme an zentralen und wichtigen regionalen Ausstellungen in der DDR
- 1965: Berlin, Deutsche Akademie der Künste („Junge Künstler. Gebrauchsgraphik“)
- 1967/1968, 1982/1983 und 1987/1988: Dresden, VI. Deutsche Kunstausstellung und IX. und X. Kunstausstellung der DDR
- 1979 und 1982: Berlin, Bezirkskunstausstellungen